# Jean Marie Dongou
Jean Marie Dongou Tsafack (* 20. dubna 1995, Douala, Kamerun), je kamerunský fotbalista hrající na pozici útočníka. Aktuálně hraje za katalánský klub FC Barcelona B.

## Klubová kariéra

### La Masía
Dongou přišel do Barcelony v roce 2008, skauti FC Barcelony si ho všimli na několika mládežnických turnajích, kterých se účastnil prostřednictvím nadace Samuela Eto'oa, který tehdy ještě hájil barvy FC Barcelony.
Dongou nastoupil do nižších kategorií klubu a žil v La Masíi. V jednom roce se mu podařilo hrát ve třech různých věkových kategorií, tak jako se to kdysi podařilo slavnému Leovi Messimu. V 15 letech začal hrát v kategorii Juvenil B (dorost), přestože věkově ještě patřil do kategorie Cadete (žáci). V sezóně 2010/2011 stále hrál v kategorii Juvenil B, nicméně již nastupoval i za Juvenil A. Do kategorie Juvenil A se na stálo propracoval v sezóně 2011/2012. Během roku 2012 se účastnil turnaje Next Gen Series, což je obdoba ligy mistrů pro hráče U19. Se svými spoluhráči se probojoval až do čtvrtfinále a celkově se stal se 7 zásahy nejlepším střelcem turnaje.

### FC Barcelona B
Po čtyřech letech strávených v akademii nastoupil v nejvyšší třídě, když dne 28. ledna 2012 debutoval v rezervním týmu FC Barcelony. Do zápasu proti druholigovému S. D. Huesca zasáhl jako střídající hráč za svého spoluhráče Rodriho. Svůj první oficiální gól zaznamenal 25. března 2012 ve střetnutí s C. D. Alcoyano. Sezónu 2011/2012 skončil s celkovými 12 starty, ve kterých se mu podařilo vstřelit 2 góly.

### FC Barcelona
V předsezónní přípravě 2013/2014 zaznamenal v A-týmu celkem 3 góly. Dva vstřelil v utkání proti norskému týmu Vålerenga IF (7:0) a poté se jedním zásahem podílel na vítězství Gamperovy trofeje v zápase proti brazilskému Santosu.
Poprvé v oficiálním zápase však debutoval 6. prosince 2013 ve Španělském poháru proti Cartageně, když v 78. minutě zápasu vystřídal Alexise Sáncheze. V tomto střetnutí se mu také podařilo zaznamenat svůj první oficiální gól v prvním týmu a upravil skóre na konečných 1:4 pro Barcelonu. 11. prosince 2013 debutoval v Lize mistrů, když nahradil střídajícího Neymara v 81. minutě zápasu proti skotskému Celticu Glasgow.
V La Lize poprvé nastoupil 19. ledna 2014 v 85. minutě zápasu proti Levante (1:1). 29. ledna 2014 podepsal nový kontrakt s FC Barcelonou. Smlouva je platná do 30. června 2017 a obsahuje výkupní klauzuli ve výši 17 milionů eur.